# Panicum

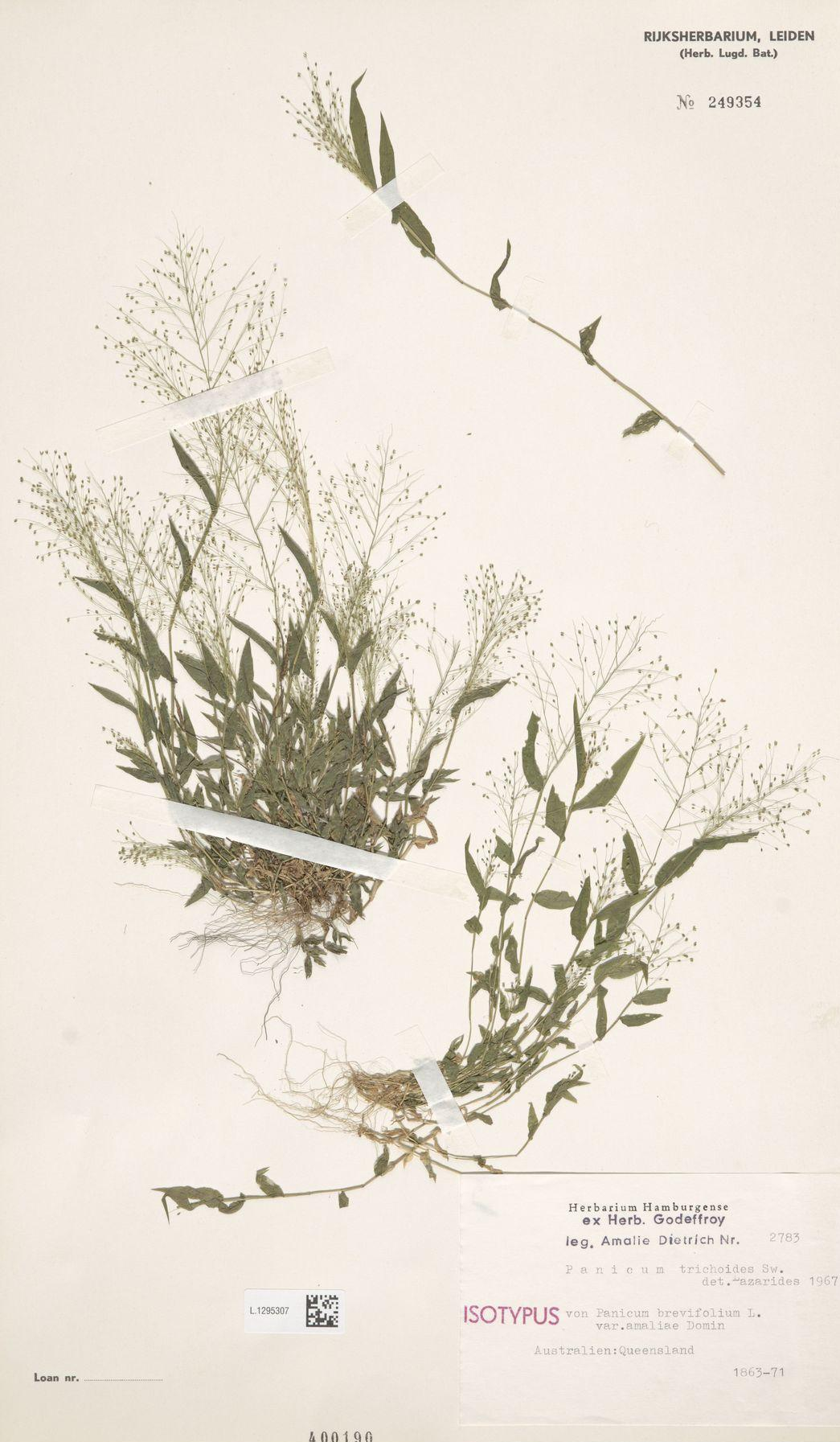
Panicum trichoides Sw., espécimen de herbario isotypo, 1863

Panicum es un género de alrededor de 470 especies de la familia de las poáceas. Son nativas de regiones tropicales del mundo, con pocas especies en las zonas templadas. Son pastos perennes, de 1 a 3 m de altura.

## Descripción
Las flores están en panículas bien desarrolladas, frecuentemente de más de 60 cm de longitud con numerosas semillas, de 3 a 6 mm de largo y 1 a 2 mm de ancho. Los frutos se desarrollan en racimos. Ambas glumas están presentes y bien desarrolladas.
Son plantas anuales o perennes y rizomatosas. Hojas con limbo plano o plegado; vaina pubescente; lígula membranosa, corta, truncada, largamente ciliada. Inflorescencia en panícula laxa, muy ramificada. Espiguillas cortamente pedunculadas, con flor inferior estéril o masculina y superior hermafrodita. Glumas 2, muy desiguales, membranosas; la inferior mucho más corta que las flores; la superior tan larga como las flores. Flor inferior con lema casi tan larga como la gluma superior, herbácea y pálea membranosa, tan larga como la lema y con 2 quillas, o mucho más corta que ésta y sin quillas. Flor superior con lema sin nervios aparentes y pálea tan larga como ésta, coriácea. Cariopsis oblongo-ovoidea.

## Taxonomía
El género fue descrito por Carlos Linneo y publicado en Species Plantarum 1: 55. 1753. La especie tipo es: Panicum miliaceum L.
Etimología
Panicum: nombre genérico que es un antiguo nombre de latín para el mijo común (Setaria italica).
Citología
El número de cromosomas es de: x = 7, 9, y 10. 2n = 18, o 36, o 37, o 54, o 72. Cromosomas ‘pequeños’. Nucleolos persistentes.